# Liste der Biografien/Diy
Liste der Biografien |
Portal Biografien |
Personensuche
# |
A |
B |
C |
D |
E |
F |
G |
H |
I |
J |
K |
L |
M |
N |
O |
P |
Q |
R |
S |
T |
U |
V |
W |
X |
Y |
Z |
?
 
Da |
Db |
Dc |
Dd |
De |
Dg |
Dh |
Di |
Dj |
Dk |
Dl |
Dm |
Dn |
Do |
Dq |
Dr |
Ds |
Du |
Dv |
Dw |
Dy |
Dz
 
Dia |
Dib |
Dic |
Did |
Die |
Dif |
Dig |
Dih |
Dij |
Dik |
Dil |
Dim |
Din |
Dio |
Dip |
Diq |
Dir |
Dis |
Dit |
Diu |
Div |
Diw |
Dix |
Diy |
Diz
Die Liste der Biografien führt alle Personen auf, die in der deutschsprachigen Wikipedia einen Artikel haben. Dieses ist eine Teilliste mit 9 Einträgen von Personen, deren Namen mit den Buchstaben „Diy“ beginnt.

## Diy

### Diya
- Diya, Sklavin und Konkubine
- Diya, Oladipo (1944–2023), nigerianischer Generalleutnant und Politiker
- Diyab, Halla, arabische Autorin, TV-Produzentin und Aktivistin
- Diyab, Hanna, syrischer Geschichtenerzähler und Schriftsteller
- Diyadin, Metin (* 1968), türkischer Fußballspieler und -trainer
- Diyana (* 1989), deutsche Sängerin, Songwriterin und Model
- Diyap Ağa (1852–1932), türkischer Politiker

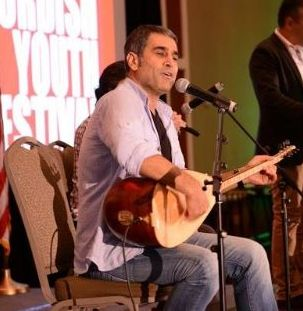
Diyar (* 1966)

- Diyar (* 1966), kurdischer SängerDiyar (* 1966)

### Diyl
- Diyllos, griechischer Geschichtsschreiber